# Grażyna Rytter
Grażyna Anna Rytter (zm. 20 grudnia 2021) – polska językoznawczyni, dr hab.

## Życiorys
Obroniła pracę doktorską, 26 kwietnia 1993 habilitowała się na podstawie pracy zatytułowanej Wschodniosłowiańskie zapożyczenia leksykalne w polszczyźnie XVII wieku. Została zatrudniona na stanowisku profesora w Instytucie Rusycystyki na Wydziale Filologicznym Uniwersytetu Łódzkiego.
Zmarła 20 grudnia 2021.